# فورینو
فورینو (به ایتالیایی: Forino) یک کومونه در ایتالیا است که در استان آولینو واقع شده‌است.

## خصوصیات
فورینو ۲۰٫۴۹ کیلومترمربع مساحت و ۵٬۳۹۶ نفر جمعیت دارد و ۴۲۰ متر بالاتر از سطح دریا واقع شده‌است.